# Bundeswappen Deutschlands
Das Bundeswappen ist das Staatswappen der Bundesrepublik Deutschland. Es weist die Farben der Flagge Deutschlands (Schwarz-Rot-Gold) auf. Das Hoheitszeichen zeigt auf goldgelbem, unten spitz zulaufendem Wappenschild in zeichenhaft reduzierter Form den Bundesadler als einköpfigen schwarzen Adler, den Kopf nach rechts gewendet, die Flügel offen, aber mit geschlossenem Gefieder, Schnabel, Zunge und Fänge von roter Farbe. Das Wappen ist identisch mit dem Reichswappen, dem von Karl-Tobias Schwab 1926 entworfenen, ab 1928 gebräuchlichen Staatswappen des Deutschen Reichs der Zeit der Weimarer Republik, dessen Adler noch als Reichsadler bezeichnet wird.
Das Bundeswappen unterscheidet sich vom Bundesschild, dem den deutschen Bundesbehörden und der Bundeswehr für Dienstflaggen und Truppenfahnen vorbehaltenen Halbrundschild mit einer anderen Darstellung des Bundesadlers. Das Bundeswappen ist neben dem Bundesschild, dem Bundessiegel, der Bundesflagge, der Bundeshymne, der Bundeshauptstadt und dem Tag der Deutschen Einheit ein Staatssymbol Deutschlands, allerdings ohne Verfassungs- oder Gesetzesrang.

## Geschichte

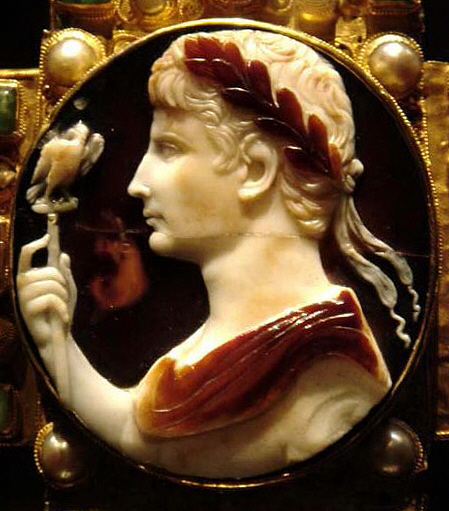
Römischer Adler (Aquila) neben dem Augustusprofil auf dem antiken Augustus-Kameo im Lotharkreuz – Mittelalterliche Kaiser ließen an den römischen Adler als imperiales Herrschaftsattribut antiken Kaisertums anknüpfen und schufen damit eine neue mittelalterliche Tradition von Reichsadler-Darstellungen, die sich auch in der Heraldik niederschlug.

Das heutige Wappen von Aachen, das auf das Wappen des Heiligen Römischen Reichs und damit auf die Rolle der Stadt als römisch-deutscher Krönungsort verweist, wurde erstmals auf einem Rücksiegel zur Beurkundung des Landfriedensbündnisses Maas-Rhein 1351 dargestellt. Als schmiedeeiserne Figur auf der Ostseite der Kaiserpfalz Aachen war der Adler allerdings schon bereits zur Zeit Karls des Großen in Gebrauch, um unter Bezug auf das römische Kaisertum dessen Herrschaft und Reich zu symbolisieren.

Das deutsche Wappen, in Gold, darauf ein stilisierter rot bewehrter schwarzer, nach rechts blickender Adler, ist eines der ältesten Staatssymbole der Welt und – neben dem Wappen der Republik Österreich, das dieselben Ursprünge hat – das älteste heute noch bestehende europäische Hoheitszeichen. Seine Ursprünge reichen weit vor das Zeitalter der Nationalstaaten zurück.
In der Antike galt der Adler als Bote der Götter. In der griechischen Mythologie versinnbildlicht er Zeus, bei den Römern Jupiter und bei den Germanen den Hauptgott Odin. Neben der göttlichen Ewigkeit symbolisiert er auch Mut und Stärke, weshalb der Vogel auf militärischen Bannern oft abgebildet wurde. Seit etwa 100 v. Chr. war der Adler das höchstrangige Feldzeichen der römischen Legionen. Im römischen Kaiserkult symbolisierte ein aufsteigender Adler die Apotheose des verstorbenen Kaisers.
Das Gold des Wappenschildes verweist auf den sakralen Bedeutungsgehalt des Kaisertums. Die schwarze Farbe des Adlers ergibt sich aus dem heraldischen Streben nach einer kontrastreichen Tingierung, die dem Interesse einer guten Wahrnehmung aus Fernsicht geschuldet ist.
Als Karl der Große im Jahre 800 das römische Kaisertum nach der Reichsidee der Translatio imperii auf sich als Herrscher des Frankenreichs übertrug, übernahm er auch die Aquila, den Legionsadler römischer Feldzeichen, als Symbol der universalen kaiserlichen Befehlsgewalt über das Römische Weltreich. Auf seinem Palast zu Aachen ließ er – wie Richer von Reims berichtete und Thietmar von Merseburg bestätigte – einen metallenen, möglicherweise vergoldeten Adler anbringen, der noch zur Zeit Heinrichs IV. vorhanden war. Erwähnt wurde der an der Aachener Kaiserpfalz angebrachte Adler auch unter Otto II. Als in dessen Konflikt mit Lothar von Frankreich die Westfranken 978 Aachen handstreichartig eingenommen hatten, ließ Lothar den Adler umdrehen bzw. durch den gallischen Hahn ersetzen.
Der Adler symbolisierte zu dieser Zeit keinen bestimmten Staat unter anderen, sondern die Idee der universalen weltlichen Ordnung überhaupt, den Reichsgedanken, so wie das Heilige Römische Reich zunächst übernational und universal gedacht war. Im Laufe der Jahrhunderte machte der Adler als Reichsadler eine mehrfache Wandlung durch, vom imperialen zu einem mit dem „deutschen“ Reichsteil (Regnum Teutonicum) und dem Begriff „Deutschland“ verbundenen staatlichen Symbol, daneben auch zu einem Freiheits- und schließlich zum Nationalsymbol. Parallel zum Entstehen national orientierter Staatswesen wie Frankreich oder England begann das Adlersymbol eine engere Beziehung zu Deutschland zu knüpfen, da wegen der personellen Verbindung zwischen der römischen Kaiser- und der deutschen Königswürde auch die nicht zu Kaisern gekrönten deutschen Könige den Adler führten.

### Deutscher Bund (1815–1866)

Wappen des Deutschen Bundes mit dem Doppeladler

Der 1815 errichtete Deutsche Bund war im Wesentlichen ein Verteidigungsbündnis mit begrenztem Bundeszweck, insbesondere ein Staatenbund. Man vermied es, ein eigentliches Bundessymbol anzunehmen, behalf sich aber provisorisch mit dem österreichischen Doppeladler, da Österreich den Vorsitz im Bundestag hatte. Um der deutschen Einigungsbewegung entgegenzukommen, erklärte der Bundestag am 9. März 1848 den Doppeladler schließlich zum Bundeswappen.
Kurz darauf kam es im April und Mai 1848 zur Wahl einer deutschen Nationalversammlung in Frankfurt. Sie setzte eine vorläufige Verfassungsordnung ein und auch eine Reichsgewalt für das entstehende revolutionäre Reich dieser Zeit. Die neuen Reichsorgane traten an die Stelle des Bundestags. Die Nationalversammlung einigte sich am 12. November 1848 auf das Reichsgesetz betreffend die Einführung einer deutschen Kriegs- und Handelsflagge. Dabei setzte sie einen doppelköpfigen Adler in das Obereck der schwarz-rot-goldenen Flagge. Nach der Niederschlagung der Revolution und gewaltsamen Auflösung der Nationalversammlung versuchte Preußen noch, Kleindeutschland oder wenigstens Norddeutschland mit der Erfurter Union zu vereinen. Spätestens mit der vollständigen Wiederherstellung des Bundestages 1851 verschwand auch der Bundes-Doppeladler wieder von der Bildfläche.

### Norddeutscher Bund und Deutsches Kaiserreich (1867–1918)

Emblem des Deutschen Reichs (6. Dezember 1888 – 1918)

Bei der Gründung des Norddeutschen Bundes 1866/67 kam der Doppeladler, weil Österreich-Ungarn ihn führte, nicht mehr in Frage, doch war der Adler als deutsches Nationalsymbol unumstritten. Er kehrte dann 1871 im Kaiserreich in seiner ursprünglichen, einköpfigen Form als Reichsadler zurück, traditionell schwarz gefiedert und rot bewehrt; auch der goldene Hintergrund wurde beim großen und mittleren Wappen wieder verwendet (das kleine Wappen hatte keinen Hintergrund). Die gesetzliche Festlegung des Reichsadlers als Reichssymbol erfolgte durch einen Erlass von Kaiser Wilhelm I. am 3. August 1871 (Reichsgesetzblatt 1871, S. 318). Bereits seit dem 27. April 1871 wurde ein vorläufiges Reichssymbol verwendet, das sich in Details vom neuen Modell unterschied. Eine weitere Modifikation erfolgte durch einen Erlass von Kaiser Wilhelm II. am 6. Dezember 1888. Daneben führte der Deutsche Kaiser ein Großes, ein Mittleres und ein Kleines Wappen (siehe unten).
Der Reichsadler war mit einem Mittelschild belegt, in dem das preußische Staatswappen abgebildet war. Dieses war wiederum mit einem Herzschild belegt, in dem sich das Stammwappen der Hohenzollern befand. Der Mittelschild war von einer Collane des preußischen Ordens „vom Schwarzen Adler“ umgeben. Über dem Reichsadler schwebte eine fiktive Krone, die an die historische Reichskrone erinnerte. Sie unterschied sich von dieser aber durch einen zusätzlichen Bügel sowie einige Details.
In der Kaiserlichen Kriegsflagge, später Reichskriegsflagge, war nicht der Reichs-, sondern der Preußische Adler abgebildet. Dieser war mit den Krönungsinsignien sowie mit einer Königskrone ausgestattet.
Ab 1914 plante Deutschland den Reichsadler als Wappenelement auf Kolonialflaggen und Kolonialwappen einzuführen. Der Verlust der Kolonien im Ersten Weltkrieg verhinderte die Einführung.

Wappen des Norddeutschen Bundes 1867–1871
Großes Wappen des Deutschen Kaisers
Mittleres Wappen des Deutschen Kaisers
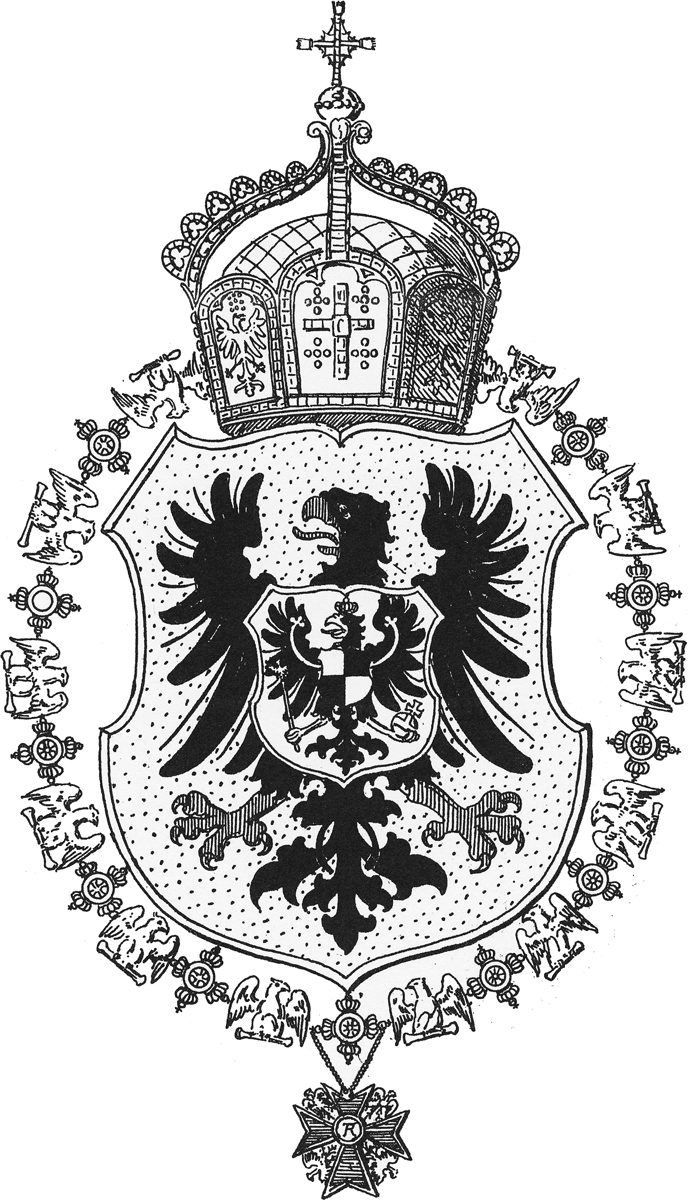
Kleines Wappen des Deutschen Kaisers

### Weimarer Republik (1919–1933)

Standarte Reichspräsident 1926–1933

Reichswappen des Deutschen Reiches (1919–1928) nach dem Entwurf Emil Doeplers

Die Ausrufung der Republik in Deutschland ging auch an den Staatssymbolen nicht spurlos vorbei. In der Novemberrevolution 1918/19 gab es Tendenzen, die traditionellen Symbole, ähnlich wie in der französischen Republik geschehen, radikal zugunsten neuer Symbole zu ersetzen. Die große Mehrheit der Entwürfe hielten jedoch am Reichsadler fest, vereinzelt gab es Tendenzen zur Wiedereinführung des Doppeladlers oder zur Änderung der Tingierung. Das ehemalige Reichsamt und nunmehrige Reichsministerium des Innern bat in der Folge die Heraldiker Stephan Kekule von Stradonitz und Emil Doepler um Vorschläge und Entwürfe. Einer von Doeplers Entwürfen sah die Beibehaltung des schwarzen einköpfigen und rotbewehrten, rotgezungten Adlers im goldenen Schilde unter Auslassung aller mit der Monarchie assoziierten Symbole vor (Entfernung des Oberwappens mit der Reichskrone, der Wilden Männer als Schildhalter, der Collane, des Preußen-Mittelschilds und des Hohenzollern-Herzschilds). Dieser Entwurf wurde nach einigem Zögern am 1. September 1919 durch das Kabinett angenommen.
Am 27. September 1919 wurden durch einen Erlaß des Reichspräsidenten erste Staatssymbole für die Weimarer Republik festgesetzt. Dazu gehörte eine Flagge des Reichspräsidenten, die im Jahre 1921 in eine Standarte geändert wurde.
Am 11. November 1919 wurde das neue schlichte republikanische Wappen nach dem Entwurf Emil Doeplers im Reichsgesetzblatt Nr. 217 in der Bekanntmachung betreffend das Reichswappen und den Reichsadler bekanntgegeben:

„Auf Grund eines Beschlusses der Reichsregierung gebe ich hiermit bekannt, daß das Reichswappen auf goldgelben Grunde den einköpfigen schwarzen Adler zeigt, den Kopf nach rechts gewandt, die Flügel offen, aber mit geschlossenem Gefieder, Schnabel, Zunge und Fänge von roter Farbe.
 Wird der Reichsadler ohne Umrahmung dargestellt, so sind das gleiche Bild und die gleichen Farben, wie beim Adler im Reichswappen, zu verwenden, doch sind die Spitzen des Gefieders nach außen gerichtet.
 Die im Reichsministerium des Innern verwahrten Muster sind für die heraldische Gestaltung des Reichswappens maßgebend.“

Bei dieser Bekanntmachung handelte es sich jedoch nicht um eine bindende Rechtsnorm. Im letzten Abschnitt wurde festgesetzt: „Die künstlerische Ausgestaltung bleibt für jeden besonderen Zweck vorbehalten.“ Dies wurde von Edwin Redslob, dem 1920 für die Koordination von staatlichen Kunst- und Kulturfragen erstmals berufenen Reichskunstwart, zum Anlass genommen, immer wieder neue Entwürfe des Adlers anfertigen zu lassen, sodass die genaue Ausformung des Reichsadlers weiterhin lange Zeit umstritten blieb. Insbesondere der Entwurf des expressionistischen Künstlers Karl Schmidt-Rottluff traf auf allgemein heftige Ablehnung.
Im weiteren Verlaufe der Republik wurden schließlich für die Amtssiegel Vorschläge von Sigmund von Weech angenommen, während sich die Entwürfe von Rudolf Koch und Karl Groß für die Dienstschilder durchsetzen konnten. Ab 1928 – bei der Reichswehr schon ab 1927 – erhielt der Reichsadler im offiziellen Reichswappen neue Formen, die Karl-Tobias Schwab unter dem Einfluss der Neuen Sachlichkeit entworfen hatte. Bei den Olympischen Sommerspielen 1928 fungierte er bereits als Erkennungszeichen der deutschen Sportler. Dieses Reichswappen wurde das Bundeswappen der Bundesrepublik Deutschland, wie es Theodor Heuss am 20. Januar 1950 verkündete.
In der Standarte des Reichspräsidenten wurde der Adler in einer etwas anderen Gestalt präsentiert, was auf Grund des Gesetzestextes möglich wurde. Die erste Standarte wurde am 11. April 1921 eingeführt. Ab dem 5. Mai 1926 wurde das Design etwas geändert, indem man unter anderem an beiden Schwingen eine weitere Außenfeder hinzufügte. Beide Versionen wurden offenbar bis zum Jahr 1933 verwendet.

### Zeit des Nationalsozialismus (1933 bis 1945)

Standarte von Adolf Hitler 1935–1945

Standarte des Reichspräsidenten 1933–1935

In der Zeit des Nationalsozialismus erfuhr der Adler verschiedene Umgestaltungen. Zunächst wurde das alte Reichswappen weitergeführt. Auch der Adler in der Standarte des Reichspräsidenten Paul von Hindenburg behielt im Wesentlichen die alte Form, wobei sowohl Varianten von Adlern mit fünf als auch mit sechs Federn je Schwinge gezeigt wurden. Mit dem Tod von Hindenburgs Anfang August 1934 wurde Hitler Reichspräsident und acht Monate später mit Verordnung vom 11. April 1935 die Standarte des Reichspräsidenten abgeschafft. An ihre Stelle trat die persönliche Standarte Adolf Hitlers.
Später legte sich der NS-Staat eine ganz eigene Wappengestaltung zu. Das einst von Hitler entworfene, einem römischen Legionsadler nachempfundene Emblem der NSDAP mit einem Hakenkreuz in den Adlerfängen und nach rechts gewandtem Kopf wurde durch die anlässlich des „Reichsparteitags der Freiheit“ 1935 im Reichstag beschlossenen Nürnberger Gesetze zum neuen Hoheitszeichen ernannt.
Bereits am 17. Februar 1934 wurde in einer Verordnung des Reichspräsidenten von Hindenburg das Hoheitszeichen der NSDAP bei der Wehrmacht (damals noch Reichswehr) eingeführt. Getragen wurde es auf Uniformrock bzw. -bluse (z. B. bei Wehrmachthelferinnen), am Deckel von Schirm- oder Feldmütze sowie am Stahlhelm. So wurde es auch in der Anzugsordnung für das Reichsheer vom 14. November 1934 geregelt.

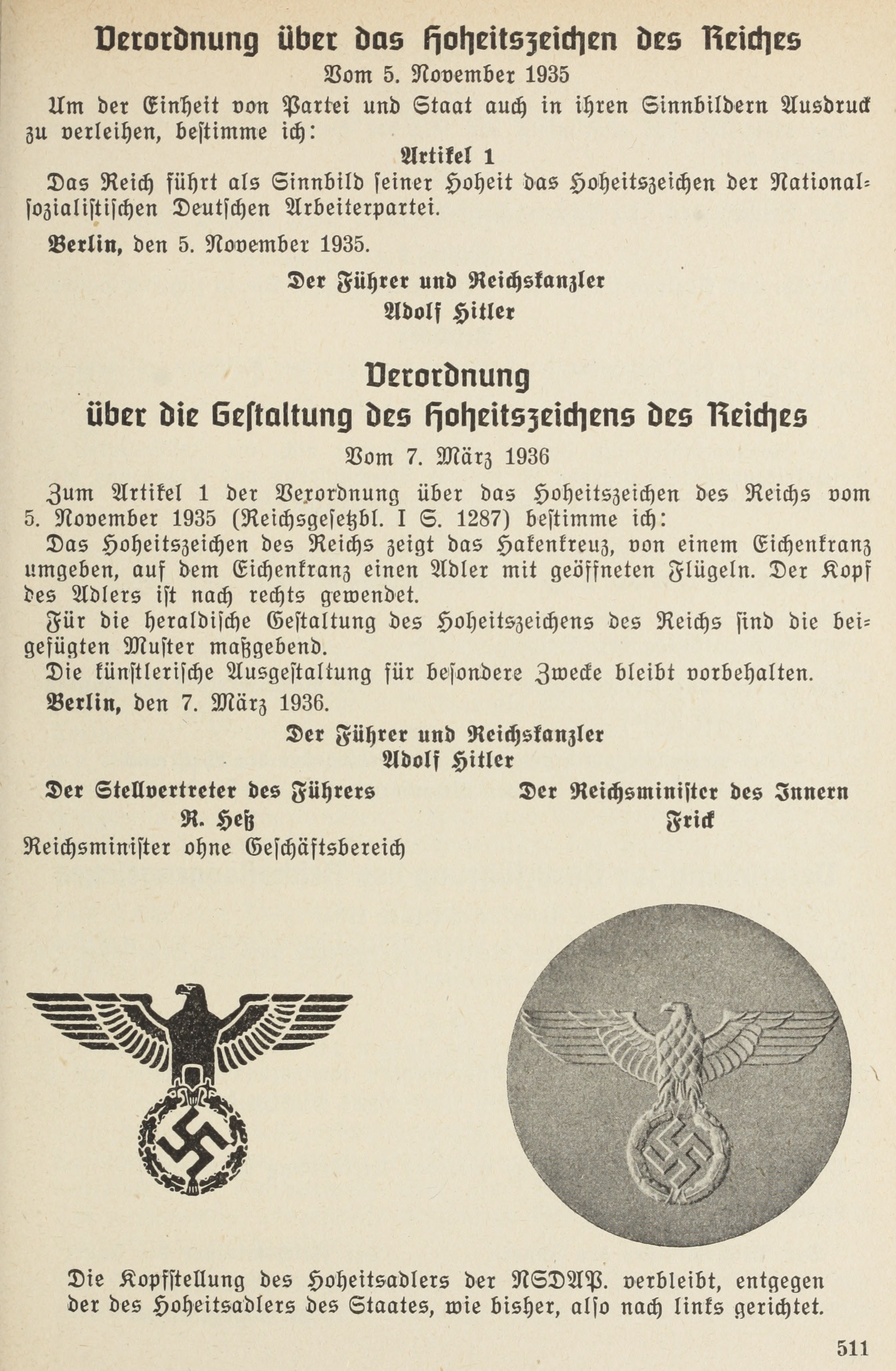
Verordnungen über das „Hoheitszeichen des Reiches“ und seine Gestaltung von 1935 bzw. 1936.

In Hitlers Verordnung über das Hoheitszeichen des Reichs vom 5. November 1935 heißt es:

„Um der Einheit von Partei und Staat auch in ihren Sinnbildern Ausdruck zu verleihen, bestimme ich:
- Artikel 1: Das Reich führt als Sinnbild seiner Hoheit das Hoheitszeichen der Nationalsozialistischen Deutschen Arbeiterpartei.
- Artikel 2: Die Hoheitszeichen der Wehrmacht bleiben unberührt.
- Artikel 3: Die Bekanntmachung, betreffend das Reichswappen und den Reichsadler, vom 11. November 1919 (Reichsgesetzbl. S. 1877) wird aufgehoben.
- Artikel 4: Der Reichsminister des Innern erläßt im Einvernehmen mit dem Stellvertreter des Führers die zur Ausführung des Artikels 1 erforderlichen Vorschriften.“

Die definitive Gestaltung des Hoheitszeichens des Reichs erfolgte jedoch erst mit einer Verordnung über die Gestaltung des Hoheitszeichens des Reichs vom 7. März 1936. Dort wurde erstmals festgelegt, dass der Kopf des Reichsadlers nach rechts – heraldisch gesehen aus der Blickrichtung des Wappentieres betrachtet – gewendet ist, der Parteiadler jedoch nach links zu blicken hatte. Somit war vom 5. November 1935 bis zum 7. März 1936 de jure der Parteiadler auch gleichzeitig das Hoheitszeichen des Deutschen Reichs. Eine praktische Anwendung ist jedoch unwahrscheinlich, da selbst die Reichsadler der Weimarer Republik auf Dienstsiegeln noch bis zum 31. März 1937 verwendet werden durften. Eine sofortige Umstellung auf den NS-Adler gab es somit nicht.

Hoheitszeichen des Deutschen Reiches 1935–1945

Akten der Präsidialkanzlei aus dem Jahr 1941 lassen jedoch darauf schließen, dass in der späteren Praxis beide Formen des NS-Adlers als Hoheitszeichen des Reiches Verwendung fanden. Adolf Hitler hatte immer wieder bei verschiedenen Einzelanlässen angeordnet, dass anstelle des Reichsadlers der Parteiadler zu gebrauchen sei. Er vermied ausdrücklich eine endgültige Entscheidung über die Blickrichtung des Reichsadlers, da dadurch „kein Schaden angerichtet würde“.
Zur Zeit des Nationalsozialismus wurde der Adler oft in monumentaler, martialischer Gestaltung – in betontem Gegensatz zur schlichten republikanischen Form – dargestellt.
Fast unbekannt ist die Bekanntmachung des Chefs des Wehrmachtamts im Reichskriegsministerium vom 9. April 1936, in der es heißt:

„Der Herr Reichskriegsminister hat entschieden, daß an dem Aussehen der Wehrmachtsadler nichts geändert wird. Der Kopf des Adlers bei den Hoheitszeichen der Wehrmacht bleibt deshalb nach links gewandt, soweit nicht besondere Gründe für eine andere Kopfstellung vorliegen, z. B. an den Truppenfahnen: Kopf zur Stange, an dem Stahlhelm: Blick nach vorn.“

Reichsadler mit Hakenkreuz als Abzeichen für den deutschen Stahlhelm (Heer), Gestaltung 1942
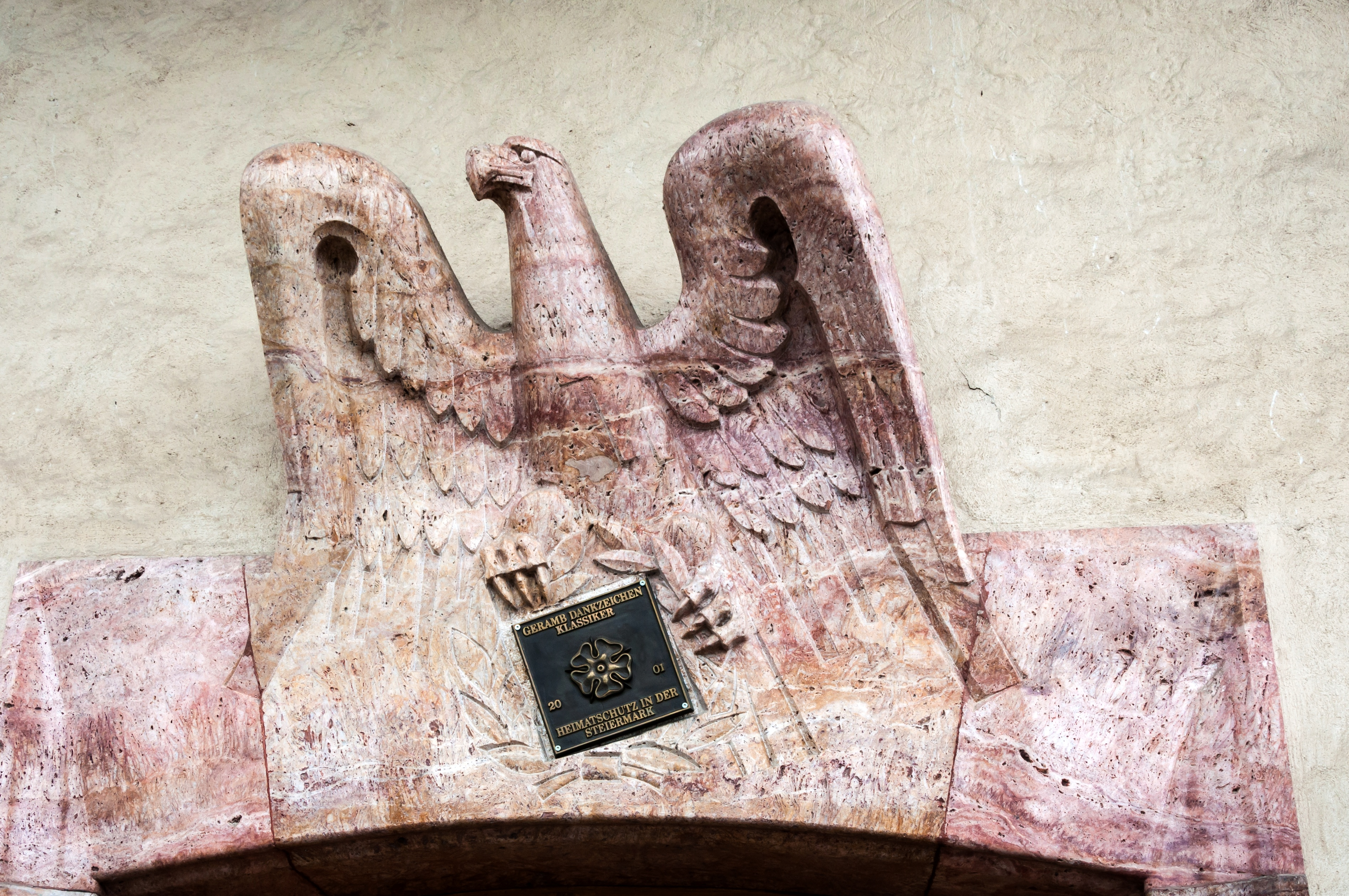
Entnazifizierter Reichsadler über dem Eingang des Senders Dobl

### Bundesrepublik Deutschland seit 1949

Heutige Standarte des Bundespräsidenten, 1921–1933 Standarte des Reichspräsidenten

Heutiges Bundeswappen
(entworfen bereits 1926 von Karl-Tobias Schwab, ab 1928 als Reichswappen im Gebrauch)

Mit dem Wiedererstehen deutscher Staatlichkeit in freiheitlich demokratischer Grundordnung in Westdeutschland wollte das Kabinett Adenauer I auf Vorschlag des Bundesministers des Innern Gustav Heinemann mit dem Adler der Weimarer Republik das alte Reichssiegel als Bundessiegel wieder einführen. Dadurch sollte symbolisch die Kontinuität der Bundesrepublik Deutschland zur Weimarer Republik hergestellt und die Deutsche Demokratische Republik von der Verwendung abgehalten werden.
Kraft seiner Ehrenhoheit über Staatssymbole ordnete Bundespräsident Theodor Heuss am 20. Januar 1950 das deutsche Wappen auf Grund eines Beschlusses der Bundesregierung unverändert so an, wie es schon in der Weimarer Zeit des Deutschen Reiches geführt worden war. Seit der deutschen Einheit 1990 ist es wieder das gesamtdeutsche Wappen. Mit der Bekanntmachung über die farbige Darstellung des Bundeswappens vom 4. Juli 1952 konkretisierte Bundesminister des Innern Robert Lehr die vorangegangene heraldische Festlegung durch die amtliche Vorgabe eines farbigen Musters. Im Traditionserlass, einer Dienstvorschrift der Bundeswehr, erklärte Bundesverteidigungsminister Kai-Uwe von Hassel den „Adler des Bundeswappens“ am 1. Juli 1965 zu einem der besonders bedeutungsvollen geschichtlichen Symbole der Bundeswehr: „als ältestes deutsches Sinnbild der Souveränität und des Rechtsgedankens“. An diesem historischen Bezug hielten spätere Traditionserlasse fest, auch der heute geltende, den Bundesverteidigungsministerin Ursula von der Leyen am 28. März 2018 erließ. 2021 wurde ein neues, vektorisiertes Muster des Bundeswappens veröffentlicht. Die Änderungen zum vorherigen Muster dienen laut Bundesregierung der Beseitigung grafischer Mängel und einer Vereinheitlichung der Darstellung des Adlers in Bundeswappen und Amtsschildern.

Bundesschild, wie es auf der Bundesdienstflagge Verwendung findet[27]
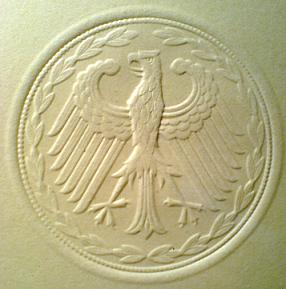
Großes Bundessiegel (ab 1950) Bundesadler mit sieben Federn per Schwinge und Lorbeerkranz
Kleines Bundessiegel (ab 1921/50) Bundesadler mit sechs Federn pro Schwinge, in Gebrauch u. a. auf Reisepässen, Münzen und Tabaksteuerzeichen (entworfen 1921 als Staatssiegel von Sigmund von Weech)[29]

Das Wiederanknüpfen an die Hoheitszeichen des Deutschen Reiches der Zeit der Weimarer Republik entsprach dem Rechtsgedanken des Fortbestandes des Deutschen Reiches und dem Alleinvertretungsanspruch. Amtlich wird der Bundesadler im Bundeswappen, in der Dienstflagge der Bundesbehörden oder auch in der Standarte des Bundespräsidenten verwendet. Davon abgesehen dürfen Bundesbehörden den Bundesadler zu anderen repräsentativen Zwecken stilistisch anpassen, zum Beispiel auf Münzen oder an der Stirnwand des Deutschen Bundestages. Dies spiegelt eine breite Skala modernen künstlerischen Empfindens. So führen die fünf Verfassungsorgane des Bundes je eine leicht unterschiedliche Version des Bundesadlers als (inoffizielles) Logo:
| Die (inoffiziellen) Logos der fünf Verfassungsorgane der Bundesrepublik Deutschland | Die (inoffiziellen) Logos der fünf Verfassungsorgane der Bundesrepublik Deutschland | Die (inoffiziellen) Logos der fünf Verfassungsorgane der Bundesrepublik Deutschland | Die (inoffiziellen) Logos der fünf Verfassungsorgane der Bundesrepublik Deutschland | Die (inoffiziellen) Logos der fünf Verfassungsorgane der Bundesrepublik Deutschland |
| ----------------------------------------------------------------------------------- | ----------------------------------------------------------------------------------- | ----------------------------------------------------------------------------------- | ----------------------------------------------------------------------------------- | ----------------------------------------------------------------------------------- |
|                                                                                     |                                                                                     |                                                                                     |                                                                                     |                                                                                     |
| Deutscher Bundestag                                                                 | Bundesrat                                                                           | Bundespräsident                                                                     | Bundesregierung                                                                     | Bundesverfassungsgericht                                                            |

Eine weitere stilistisch angepasste Variation des Bundesadlers findet sich im neuen, seit 2024 genutztem, Logo des Bundesnachrichtendienstes (BND). Die neue Gestaltung geschah im Rahmen einer 2024 gestarteten Kampagne zur Neuausrichtung im Bereich Employer Branding, vom BND heißt es zum neuen Design: "ein Adler mit BND-Typik".

Logo der Bundesregierung und (mit anderem Text) der Bundesbehörden mit Schriftzug (seit 1997)

Gleichzeitig wurde aber schon zu Weimarer Zeiten eine gewisse Einheitlichkeit insbesondere im ministeriellen Gebrauch angemahnt, die seinerzeit der Reichskunstwart sicherstellen sollte. Es sollte verhindert werden, „daß Verwaltungsbeamte in verschiedenen Ministerien, die für diese Zwecke nicht ausgesucht und examiniert sind, hierbei nach ihrem zufälligen Privatgeschmack vorgehen.“ Diesbezüglich wurde insbesondere die auf Initiative von Mitarbeitern des Bundespresseamtes 1997 erfolgte Einführung eines neuen Adlers für mediale Präsentation und PR-Zwecke der Bundesregierung vom eigentlich zuständigen Referat im Innenministerium als „umsichgreifende Willkür bei der Gestaltung und Verwendung des ‚Adler‘-Symbols“ kritisiert. Dem seit 1997 genutzten „PR-Adler“ liegt, anders als Bundesadler und Bundessiegel, keine amtliche Verordnung zu Grunde.

## Gestaltung des Bundeswappens

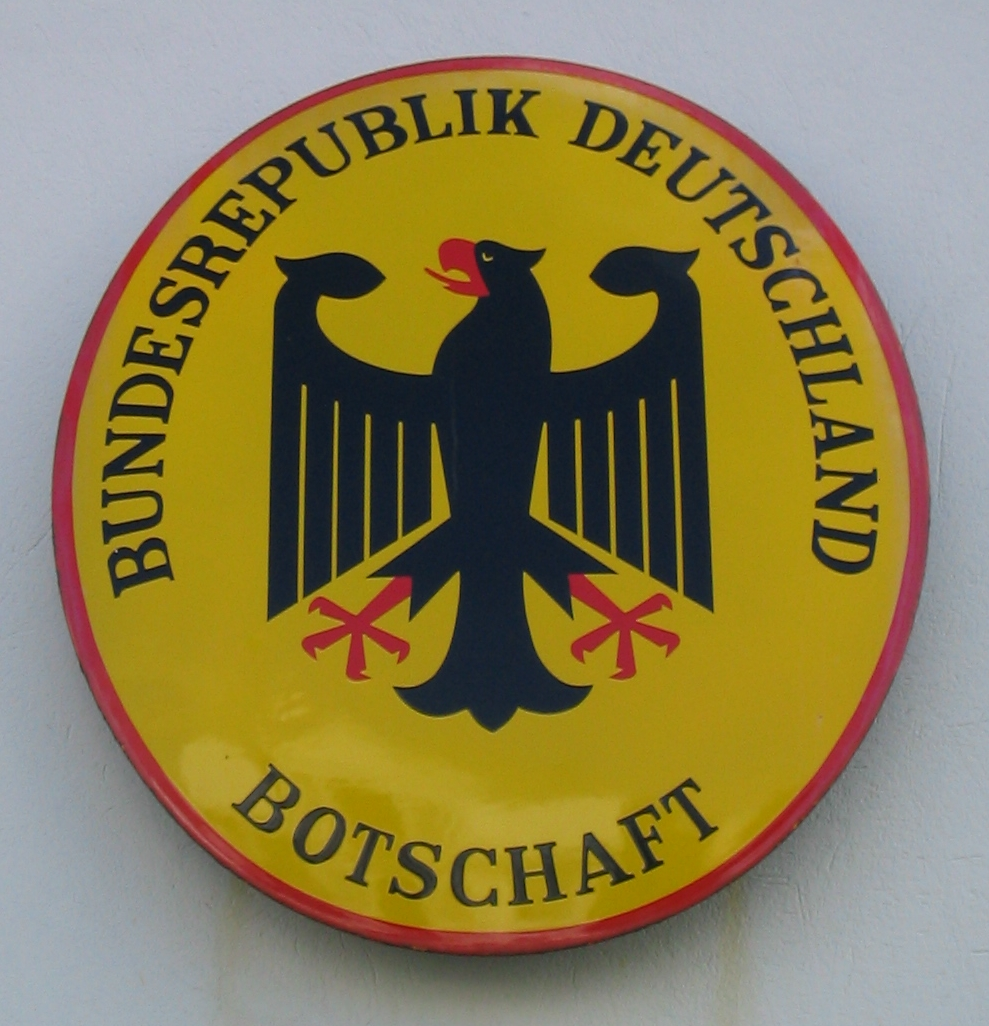
Bundesadler als Hoheitszeichen auf einem Botschaftsschild

Kunstgeschichtlich ist die durch Schwab geprägte Gestaltung des Bundeswappens aufgrund ihrer zeichenhaft reduzierten Form in den Kontext der Reformbemühungen des Deutschen Werkbundes und der Neuen Sachlichkeit als der Moderne der sogenannten Goldenen Zwanziger einzuordnen.
Rechtlich ist heute für die Gestaltung des Wappens und des Bundesadlers die Bekanntmachung des Bundespräsidenten Theodor Heuss vom 20. Januar 1950 maßgeblich, die aufgrund eines Beschlusses der Bundesregierung unter Konrad Adenauer erging. Die Beschreibung des Bundeswappens ist dort in Anlehnung an das Wappen der Weimarer Republik gehalten. Selbst der Text der Erklärung entspricht fast genau dem der Weimarer Republik. Es heißt in der Bekanntmachung:

„[…] daß das Bundeswappen auf goldgelbem Grund den einköpfigen schwarzen Adler zeigt, den Kopf nach rechts gewendet, die Flügel offen, aber mit geschlossenem Gefieder, Schnabel, Zunge und Fänge von roter Farbe. Wird der Bundesadler ohne Umrahmung dargestellt, so sind das gleiche Bild und die gleichen Farben wie beim Adler im Bundeswappen zu verwenden, doch sind die Spitzen des Gefieders nach außen gerichtet.“

Dabei ist „rechts“ traditionsgemäß aus den Augen des Wappenträgers gesehen, der von seiner Position aus die Rückseite des Wappens betrachtet. Blickt man also von vorne auf den Adler, so erscheint sein Kopf nach links gerichtet. Im Gegensatz zu den Wappen vieler anderer Länder gibt die Bekanntmachung aber nur einen Rahmen zur Gestaltung vor. Die genauen Details sind nicht fest geregelt. Ganz im Gegenteil heißt es dort ausdrücklich weiter:

„Die künstlerische Ausgestaltung bleibt für jeden besonderen Zweck vorbehalten.“

Diese Regelung macht es möglich, dass der Bundesadler in einer Vielzahl von Formen erscheint. Beispielsweise ist sein Umriss auf den deutschen Euromünzen kreisförmig, während er auf amtlichen Dokumenten oft in den Rahmen eines Sechsecks eingepasst ist. In allen Fällen wird er aber den allgemeinen Vorgaben aus dem ersten Absatz gerecht.
Nach einem Beschluss der Bundesregierung vom 24. Juni 1952 veröffentlichte Bundesinnenminister Robert Lehr am 4. Juli 1952 durch Bekanntmachung über die farbige Darstellung des Bundeswappens und ein darin enthaltenes Muster eine rechtsverbindliche Maßgabe für die farbige Gestaltung des Bundeswappens.

Der Bundesadler auf Münzen und Banknoten
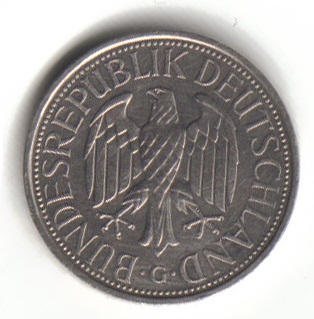
Bundesadler auf der 1-DM-Münze
Bundesadler auf der 2-DM-Münze
Deutsche 1-Euro-Münze

## Rechtlicher Schutz
Das Bundeswappen unterliegt als Hoheitszeichen dem Verunglimpfungsverbot des 90 a Strafgesetzbuch. Zuwiderhandlungen sind mit Freiheits- oder Geldstrafe bedroht.
Die unbefugte Benutzung von Wappen des Bundes kann außerdem als Ordnungswidrigkeit geahndet werden (§ 124 OWiG). Dadurch soll verhindert werden, dass diese Symbole durch eine missbräuchliche Verwendung entwertet werden. Darüber hinaus soll das Ansehen des Staates geschützt werden. Die Benutzung ist allerdings nicht unbefugt, wenn die zuständige Behörde sie erlaubt hat, oder wenn sie als sozialadäquat anzusehen ist. Das ist zum Beispiel der Fall, wenn ausgeschlossen ist, dass durch die Benutzung der Anschein einer amtlichen Verwendung entsteht. Das Zeigen einer Flagge mit Bundeswappen durch Fans bei einer Sportveranstaltung ist also keine unbefugte Verwendung nach dieser Vorschrift. Die Verwendung ist jedoch unbefugt, wenn zum Beispiel durch Aufhängen der sogenannten „Bundeswappenflagge“ an einem Privatgebäude der Eindruck erweckt werden kann, es handele sich um ein Dienstgebäude einer Bundesbehörde.

Logo des Deutschen Fußball-Bunds für die deutsche Fußballnationalmannschaft

Der Adler im markenrechtlich geschützten Logo der deutschen Fußballnationalmannschaft des Deutschen Fußball-Bunds stellt nach Ansicht des Deutschen Patent- und Markenamts eine heraldische Nachahmung des Bundesadlers dar. Die Frage, ob dadurch ein hoheitlicher Anschein erweckt wird, der einer Eintragung der Marke nach (§ 8 MarkenG) entgegenstehen würde, hat es jedoch offengelassen. Seine Verwendung sei jedenfalls durch das zuständige Bundesministerium des Innern genehmigt worden.

## Die Adler im Deutschen Bundestag

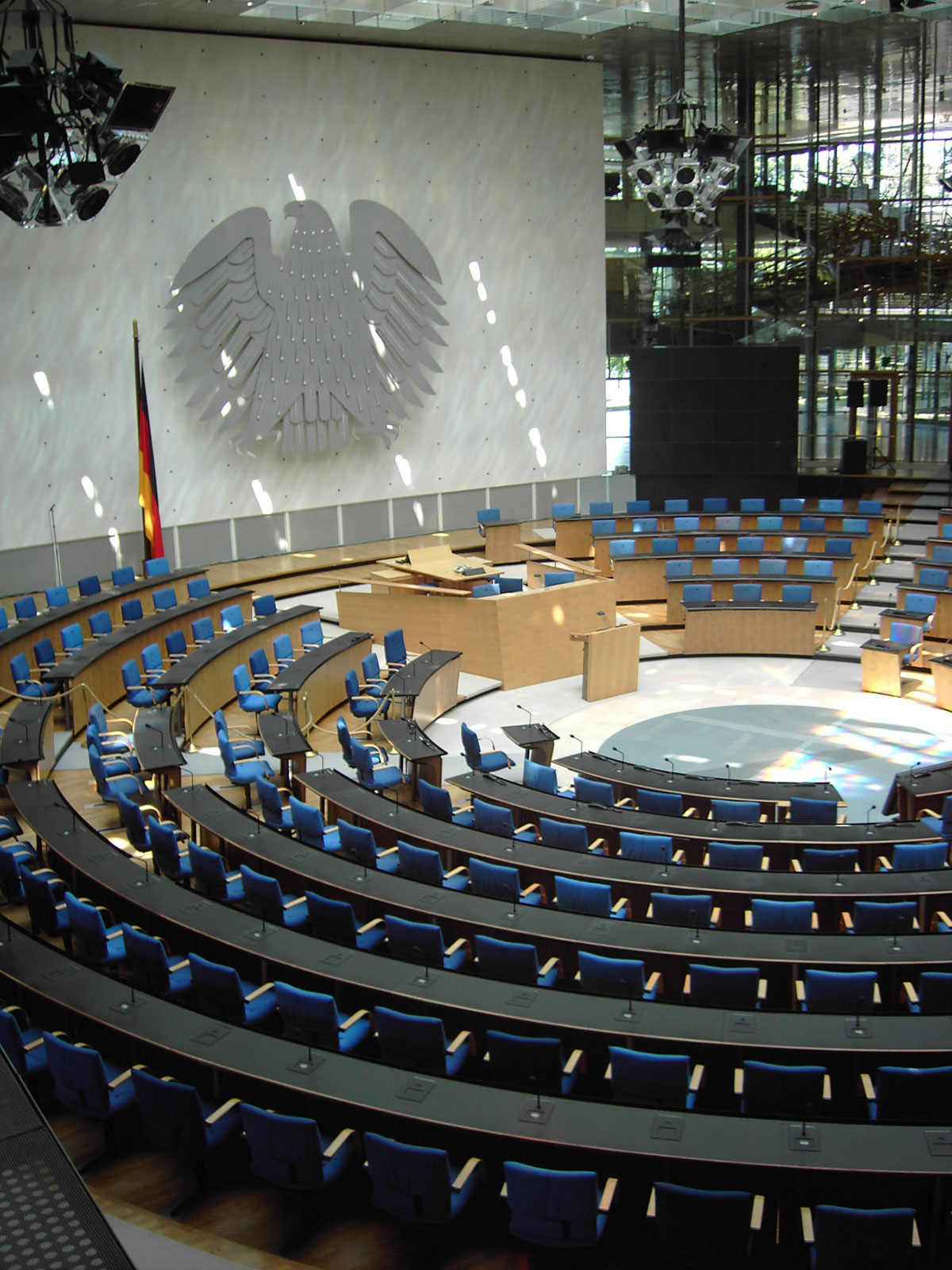
Bundesadler 3 (1992) von Günter Behnisch (nach dem Bundesadler 1 von Ludwig Gies, 1953) im Plenarsaal des Bonner Bundestages

In seiner wohl bekanntesten Form hing der Adler als großes Wandrelief im Plenarsaal des Bundestages im Bonner Bundeshaus. Geschaffen hatte die Figur der Künstler Ludwig Gies im Jahr 1953. Der etwas füllig geratene Vogel, der bald den Spitznamen „Fette Henne“ bekam, wurde tausendfach auf Fotos, in Zeichnungen und auf Karikaturen abgebildet. Im öffentlichen Bewusstsein erschien er als das selbstverständliche Symbol der Bonner Republik in den 1950er bis 1980er Jahren.
Für das Wasserwerk war der Gipsadler zu groß, weswegen man sich entschied, eine verkleinerte Kopie aus Holz, den Bundesadler 2, aufzuhängen. Im neuen Plenarsaal sollte ursprünglich wieder der alte Bundestagsadler aufgehängt werden, jedoch setzte der Architekt Günter Behnisch durch, dass aus gestalterischen Gründen eine Kopie aus Aluminium angefertigt wurde, der Bundesadler 3.
Nach dem Umzug in das Reichstagsgebäude nach Berlin machte der Architekt Norman Foster den Vorschlag, den Adler neu zu gestalten. Ludwig Gies genoss für seinen Adler jedoch urheberrechtlichen Schutz, der mittlerweile auf seine Erben übergegangen war. Diese weigerten sich, ihre Zustimmung zu einer Umgestaltung zu geben. Da sich das Urheberrecht jedoch nur auf die Vorderseite des Adlers bezog, konnte letztlich die im Reichstagsgebäude sichtbare Rückseite des Adlers, der Bundesadler 4, neu entworfen werden. Die Vorderseite des Bundesadlers im Reichstagsgebäude, der Bundesadler 5, weist wiederum große Ähnlichkeit zu den Bundesadlern 1 bis 3 auf. Bemerkenswerter Unterschied ist, dass die ersten Bundesadler ein bewusst asymmetrisches, lückenhaftes Gefieder hatten, das die Abgeordneten an die eigene Unvollkommenheit erinnern und zur Bescheidenheit mahnen sollte. Beim Bundesadler 5 ist diese Symbolik deutlich weniger ausgeprägt.
Gefertigt wurden der Bundesadler 3, 4 und 5 von der Firma Trendelkamp in Nordwalde (Westfalen).

## Kuriosa
Abgesehen von den Wehrmachts- und NSDAP-Adlern sind weltweit nur drei (versehentlich) linksblickende Bundesadler bekannt; in der Aula der Marineschule Mürwik, am früheren Truppendienstgericht in Kassel und an der Zufahrt zur Villa Hammerschmidt.

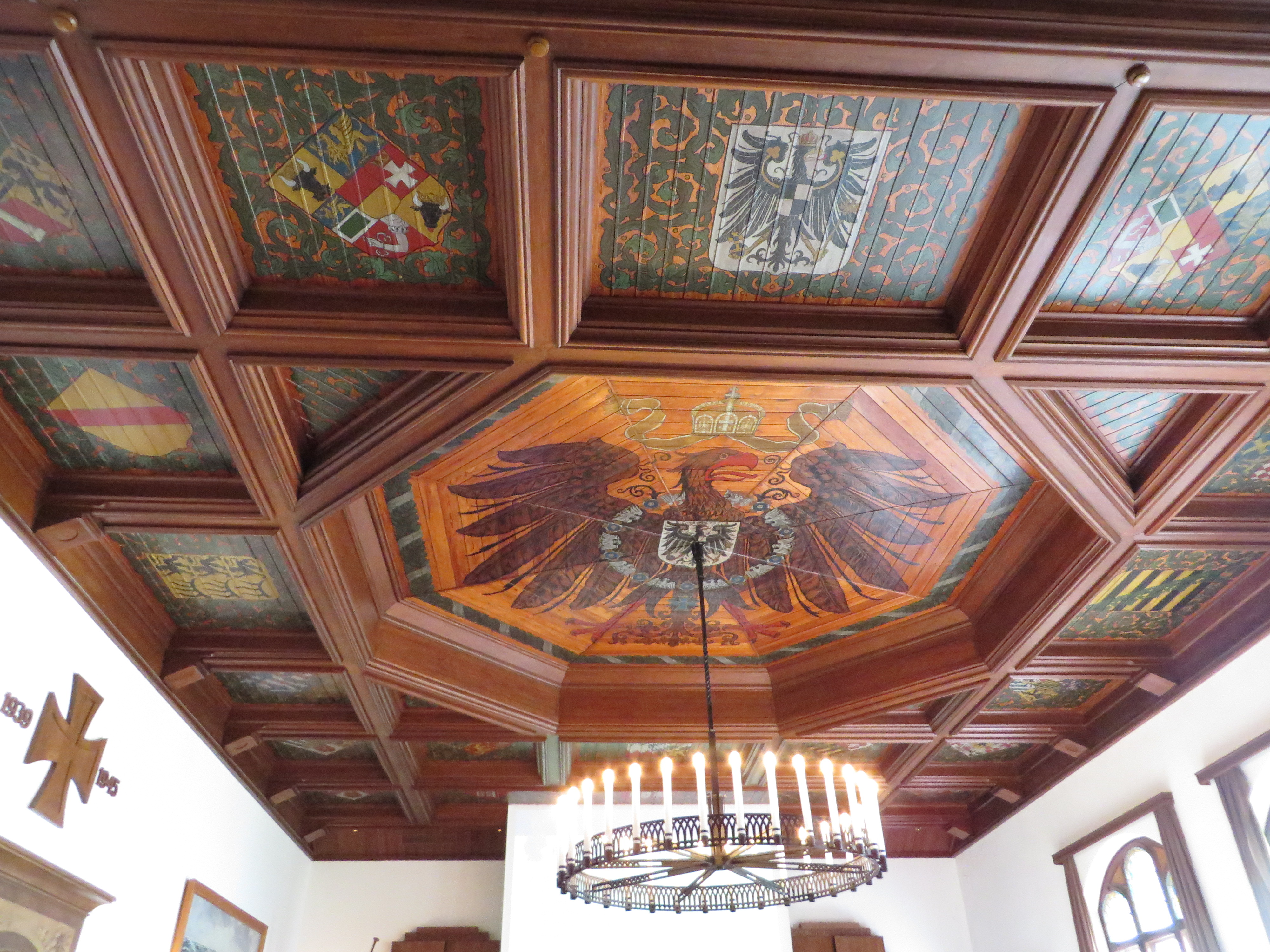
Kassettendecke der Aula der Marineschule Mürwik mit dem Reichsadler und den Wappen der Bundesstaaten des Deutschen Kaiserreichs
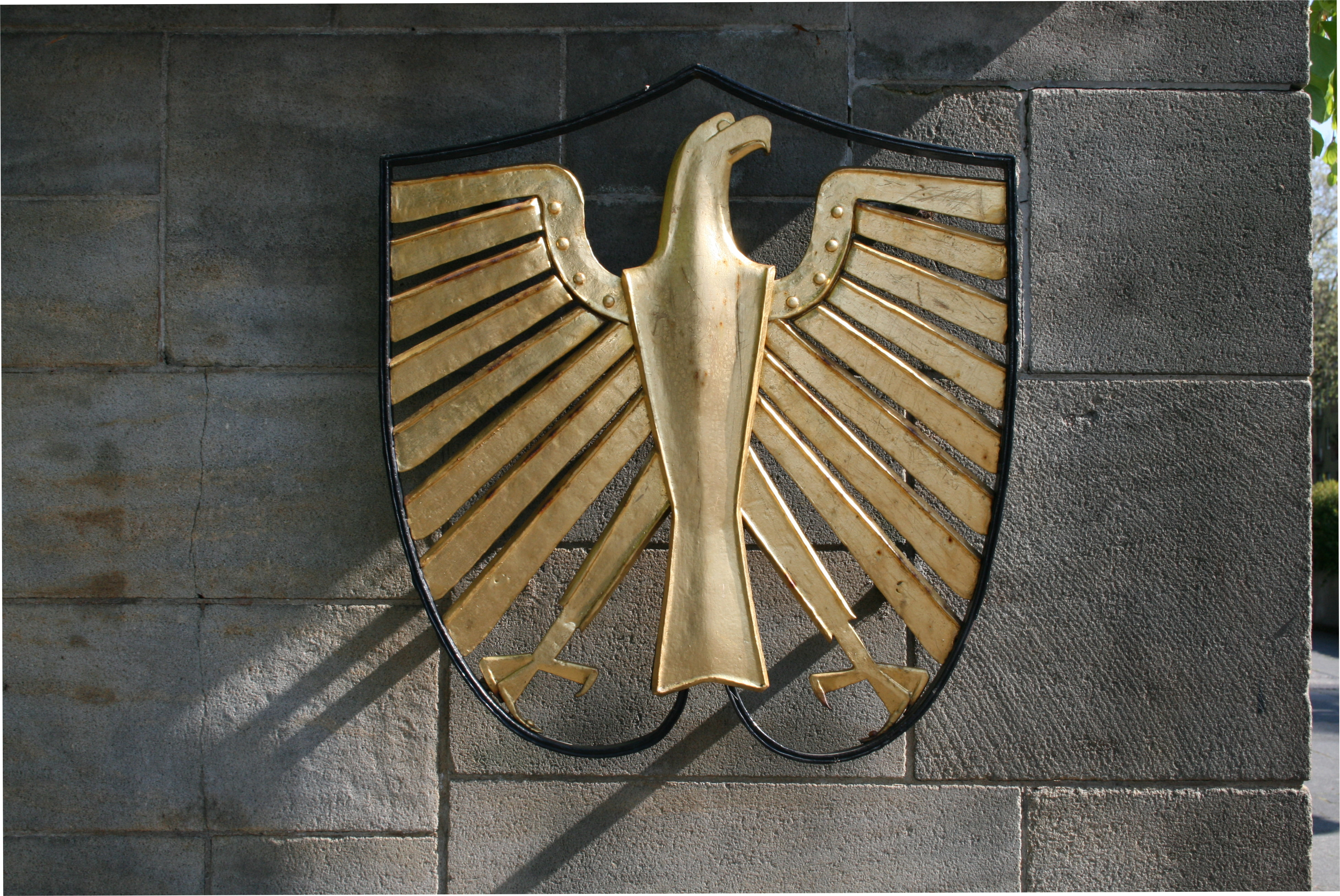
Bundesadler an einer Zufahrtsmauer der Villa Hammerschmidt in Bonn. Ursprünglich war er Bestandteil eines zweiflügeligen eisernen Eingangstores.

Beim olympischen Eishockeyturnier 1998 trat das Team des Deutschen Eishockey-Bundes in seinen Auftaktspielen mit einem nach links blickenden Adler auf den Trikots an, was zu einer Intervention des Bundesministeriums des Innern führte.